# Troje Szlachetnych Dzieci
Troje Szlachetnych Dzieci (jap. 三貴子 Mihashira no Uzu no Miko) – w mitologii japońskiej troje bogów, którzy powstali, gdy Izanagi wróciwszy z Yomi obmywał z siebie brud tamtego świata. Nazywani są także Sankishi lub Sankishin (jap. 三貴神).
- Amaterasu – powstała z lewego oka Izanagi. Bogini Słońca.
- Tsukuyomi – powstał z prawego oka Izanagi. Bóg księżyca kontrolujący noc. Według niektórych podań jest to bogini.
- Susanoo – powstał z nosa Izanagi. Bóg morza.